# Gunderveli, Raichur
Gunderveli là một làng thuộc tehsil Raichur, huyện Raichur, bang Karnataka, Ấn Độ.